# S/2003 J 12
S/2003 J 12  är en av Jupiters månar. Den upptäcktes 6-7 februari 2003 av en grupp astronomer vid University of Hawaii. S/2003 J12 är cirka 1 kilometer i diameter och roterar kring Jupiter på ett avstånd av cirka 21 615 000 kilometer.
S/2003 J 12 har ännu inte fått något officiellt namn.